# 286 Іклея
286 Іклея (286 Iclea) — астероїд головного поясу, відкритий 3 серпня 1889 року Йоганном Палізою у Відні.
Тіссеранів параметр щодо Юпітера — 3,119.